# NGC 3433
NGC 3433 is een spiraalvormig sterrenstelsel in het sterrenbeeld Leeuw. Het hemelobject werd op 11 maart 1784 ontdekt door de Duits-Britse astronoom William Herschel.

## Synoniemen
- UGC 5981
- MCG 2-28-23
- ZWG 66.48
- PGC 32605